# Live at the Electric Factory
Live at the Electric Factory – nagrany na żywo album rockowej grupy The Fray. Z wyjątkiem nielicznych sklepów, jest on dostępny wyłącznie poprzez iTunes. Materiał został zarejestrowany podczas koncertu w Electric Factory w Filadelfii, a płyta ukazała się 18 lipca 2006 roku.

## Lista utworów
1. "How To Save A Life" – 4:41
2. "She Is" – 4:16
3. "All at Once" – 4:02
4. "Chips and Salsa" - :36
5. "Heaven Forbid" – 4:17
6. "Interlude I" - :48
7. "Vienna" – 5:31
8. "Dead Wrong" – 3:32
9. "It's not Easy being Skinny" - :36
10. "Over My Head (Cable Car)" – 4:20
11. "Interlude II" - :25
12. "Look After You" – 7:27
13. "Trust Me" – 13:32